# André Moreira
André Vital Moreira (22 november 1982) is een Portugees voormalig professioneel wielrenner. Hij reed zijn gehele carrière voor Madeinox-Boavista.

## Carrière
In 2004 werd Moreira derde op het Portugese kampioenschap op de weg voor beloften en won tevens een etappe in de Ronde van Portugal voor beloften. Een jaar later behaalde hij zijn eerste professionele overwinning: de vierde etappe in de Trofeo Joaquim Agostinho.
Omdat hij in 2008 herhaaldelijk niet op kwam dagen bij dopingcontroles werd hij geschorst voor zes maanden.

## Belangrijkste overwinningen
2004
3e etappe Ronde van Portugal voor beloften
2005
4e etappe Trofeo Joaquim Agostinho
2007
1e etappe Ronde van Extremadura
3e etappe GP CTT Correios de Portugal